# Émilie Cuénin
Émilie Cuénin est une boxeuse française née le 2 avril 1979.

## Carrière sportive
Cinq fois championne de France de 2001 à 2004 et en 2006, elle est également médaillée de bronze dans la catégorie des moins de 70 kg (poids super-welters) aux championnats d'Europe de boxe amateur de Saint-Amand-les-Eaux en 2001 puis de Pécs (Hongrie) en 2003. 
Émilie Cuénin termine quatrième des championnats du monde de Scranton en Pennsylvanie aux États-Unis et participe à divers tournois internationaux (Finlande, Hongrie, Maroc, Italie, Turquie).